# Hibiscus indicus
Hibiscus indicus är en malvaväxtart som först beskrevs av Nicolaas Laurens Nicolaus Laurent Burman, och fick sitt nu gällande namn av Bénédict Pierre Georges Hochreutiner. Hibiscus indicus ingår i Hibiskussläktet som ingår i familjen malvaväxter. Utöver nominatformen finns också underarten H. i. integrilobus.